# Sylvie Pialat
Pour les articles homonymes, voir Pialat et Danton (homonymie).
Sylvie Pialat est une scénariste et productrice française, née le 9 juin 1960 à Paris.
Elle commence sa carrière cinématographique très jeune avec le cinéaste Maurice Pialat, dont elle est ensuite l’épouse jusqu’à la mort de celui-ci en 2003.
Elle a coécrit le scénario de trois de ses films.
À compter de 2005, elle commence une carrière de productrice de films.

## Biographie
Sylvie Françoise Danton naît le 9 juin 1960 à Paris. Son père, conseiller commercial chez Renault, la rêve scientifique. Elle obtient donc un baccalauréat C, mais s’inscrit en hypokhâgne au lycée Carnot. Elle milite à la Ligue communiste révolutionnaire et travaille en parallèle comme serveuse dans des bars rue Volta, fréquentés par le milieu du cinéma. Alors qu'elle passe les concours d'entrée à l'École normale supérieure pour la seconde fois, elle quitte la salle d'examen, abandonne les classes préparatoires et choisit de faire carrière dans le cinéma.
Elle commence en tant que stagiaire dans des films institutionnels pour Renault. Elle travaille ensuite dans l’équipe du film Le Destin de Juliette (1982), son premier long-métrage. Elle reprend ensuite son emploi de serveuse dans un restaurant argentin. Elle reçoit alors un appel de Cyril Collard, assistant de Maurice Pialat, qui vient de renvoyer l'équipe « régie » à quelques jours du début du tournage de  À nos amours en novembre 1982. Elle est alors embauchée comme régisseur sur le tournage (s'occupant de l'intendance), alors qu'elle n’a que 22 ans. Ce n'est qu'à la fin du tournage que naît une relation amoureuse entre le cinéaste de 57 ans et la jeune femme de trente-cinq ans sa cadette.
Elle continue par la suite de travailler avec lui, parfois créditée au générique comme scénariste ou co-scénariste (Police, Sous le soleil de Satan) ou comme productrice (Van Gogh). Le couple a un fils, Antoine Pialat, né le 27 janvier 1991. Malade, Maurice Pialat tourne son dernier film, Le Garçu, largement autobiographique — notamment à propos de sa relation avec Sylvie —, en 1995. Ensuite, jusqu’à la mort de son mari en 2003, elle se consacre son temps à le soigner et à éduquer son fils. Le président de Sciences-Po Paris, Richard Descoings, lui propose alors la direction de la communication de l'école mais elle décline l'offre. Elle devient productrice en 2005, quand la photographe Marie-Laure de Decker, qui avait travaillé avec Maurice Pialat, envisage de partir pour le Tchad filmer une grande fête peule : le reportage sort sous le nom Un voyage chez les Woodabés. Elle monte alors la société Les Films du Worso, « Worso » étant le nom de la fête peule.
Elle préside, de 2006 à 2015, l'association « Côté court », qui organise le Festival Côté court de Pantin, avant d'en devenir la présidente d'honneur.
En 2012, alors que sa société de production est au bord du dépôt de bilan, elle trouve finalement un investisseur et enchaîne les films à succès : La Religieuse, L'Inconnu du lac, À perdre la raison et Timbuktu.
En tant que productrice, elle reçoit deux fois de suite le prix Daniel-Toscan-du-Plantier récompensant le meilleur producteur.
En 2015, elle préside le jury des longs métrages du Festival de cinéma européen des Arcs.
En 2018, elle est présidente du jury de la Queer Palm lors du 71e Festival de Cannes.
Depuis 2022, elle est la présidente du Festival La Rochelle Cinéma, qui a fêté sa 50e édition du 1er au 10 juillet 2022.

## Filmographie

### Scénariste
- 1985 : Police de Maurice Pialat
- 1987 : Sous le soleil de Satan de Maurice Pialat
- 1995 : Le Garçu de Maurice Pialat

### Productrice
- 2005 : Meurtrières de Patrick Grandperret
- 2006 : La Faute à Fidel ! de Julie Gavras
- 2007 : Nuage de Sébastien Betbeder
- 2008 : Cortex de Nicolas Boukhrief
- 2008 : Bouquet final de Michel Delgado
- 2009 : Le Roi de l'évasion d'Alain Guiraudie
- 2009 : Gardiens de l'ordre de Nicolas Boukhrief
- 2010 : Rebecca H (Return to the Dogs) de Lodge Kerrigan
- 2010 : Holiday de Guillaume Nicloux
- 2010 : Propriété interdite de Hélène Angel
- 2011 : À perdre la raison de Joachim Lafosse
- 2011 : Maman d'Alexandra Leclère
- 2011 : 3 fois 20 ans de Julie Gavras
- 2011 : Dernière séance de Laurent Achard
- 2013 : La Religieuse de Guillaume Nicloux
- 2013 : L'Inconnu du lac d'Alain Guiraudie
- 2013 : Métabolisme ou quand le soir tombe sur Bucarest de Corneliu Porumboiu
- 2014 : Jauja de Lisandro Alonso
- 2014 : Timbuktu d'Abderrahmane Sissako
- 2014 : L'Enlèvement de Michel Houellebecq de Guillaume Nicloux
- 2014 : Tokyo Fiancée de Stefan Liberski
- 2015 : Le Dernier jour d'Yitzhak Rabin d'Amos Gitaï
- 2015 : Le Trésor de Corneliu Porumboiu
- 2015 : Les Chevaliers blancs de Joachim Lafosse
- 2015 : Evolution de Lucile Hadzihalilovic
- 2015 : Valley of Love de Guillaume Nicloux
- 2016 : The End de Guillaume Nicloux
- 2016 : Rester vertical d'Alain Guiraudie
- 2016 : L'Economie du couple de Joachim Lafosse
- 2016 : Le Petit locataire de Nadège Loiseau
- 2017 : Les Gardiennes de Xavier Beauvois
- 2017 : Le Semeur de Marine Francen
- 2018 : Les Confins du monde de Guillaume Nicloux
- 2018 : Continuer de Joachim Lafosse
- 2018 : Quién te cantará de Carlos Vermut
- 2018 : La Prière de Cédric Kahn
- 2019 : Thalasso de Guillaume Nicloux
- 2019 : Les héros ne meurent jamais d'Aude-Léa Rapin
- 2019 : Les Siffleurs (La Gomera) de Corneliu Porumboiu
- 2019 : Une mère incroyable (Litigante) de Franco Lolli
- 2019 : Fête de famille de Cédric Kahn
- 2020 : Effacer l'historique de Benoît Delépine et Gustave Kervern
- 2021 : Albatros de Xavier Beauvois
- 2021 : Abuela (La abuela) de Paco Plaza
- 2022 : Une fleur dans la bouche d'Eric Baudelaire
- 2022 : El agua d'Elena Lopez Riera
- 2022 : Tout le monde aime Jeanne de Céline Devaux
- 2022 : La Tour de Guillaume Nicloux
- 2023 : Mon ami robot (Robot Dreams) de Pablo Berger
- 2023 : Cinéma Laika de Veljko Vidak
- 2024 : Les Gens d'à côté d'André Téchiné
- 2024 : La Vallée des fous de Xavier Beauvois
- 2024 : Je ne me laisserai plus faire de Gustave Kervern
- 2025 : Partir un jour d'Amelie Bonnin[6]

### Actrice
- 2021 : La Meilleure Version de moi-même de Blanche Gardin

### Récompenses
- 39e cérémonie des César :
  - Prix Daniel-Toscan-du-Plantier[7] ;
  - nommée au César du meilleur film en tant que productrice pour L'Inconnu du lac d'Alain Guiraudie
- 40e cérémonie des César : 
  - Prix Daniel-Toscan-du-Plantier
  - César du meilleur film en tant que productrice pour Timbuktu d'Abderrahmane Sissako

## Décorations
- Officier de la Légion d'honneur Elle est faite chevalier le 6 juin 2009 par décret du 31 décembre 2008[8], avant d'être promue officier le 30 décembre 2017[9].
- Officier de l'ordre des Arts et des Lettres. Elle est promue au grade d’officier le 9 juillet 2014[10].

## Publications
- Sylvie Pialat, Maurice Pialat peintre, Lyon, Institut Lumière, 2004, 54 p.